# Брус (полуостров)
Брус (англ. Bruce Peninsula) — полуостров в провинции Онтарио (Канада), который расположен между Джорджиан-Бей и основным бассейном озера Гурон. Полуостров Брус является частью графства Брус, названного в честь Джеймса Брюса, шестого генерал-губернатора провинции Канада. На полуострове расположены два национальных парка: Брус и Фатом-Файв, более полдюжины заповедников и птичья обсерватория полуострова Брус. Полуостров Брус является естественной средой обитания для многих животных, включая таких, как чёрный медведь, цепочный карликовый гремучник и полосатая сова.